# Vivien Wagner
Vivien Wagner (* 20. Januar 1997 in Überlingen) ist eine deutsche Fußballspielerin.

## Karriere
Wagner startete ihre Fußballlaufbahn bei den Bambini des SV Denkingen. Beim Verein blieb sie bis in die C-Junioren. Mit einem Wechsel zum SC Pfullendorf und den späteren Spielen bei der SpVgg. Frickingen-Altheim-Lippertsreute begann endgültig ihre Karriere. Im Sommer 2012 verließ sie die SpVgg. und ging zum TSV Tettnang. Nach einer Spielzeit und dem Aufstieg in die B-Jugend-Bundesliga ging sie im Sommer 2013 zum SC Freiburg.
Am 15. Juli 2014 wechselte sie aus der U-17-Mannschaft des SC Freiburg in die Bundesliga-Mannschaft des SC Sand. Dort feierte Wagner ihr Bundesliga-Debüt am 31. August 2014 gegen den FF USV Jena. Zur Saison 2015/2016 wechselte sie in die zweite Liga (Süd) zum TSV Crailsheim. In der Winterpause verließ sie den Verein bereits wieder in Richtung der zweithöchsten Spielklasse der Schweiz, der Nationalliga B, zum FC Aarau. Zur Saison 2016/1017 kehrte sie in die zweite deutsche Liga (Süd) zum 1. FFC 08 Niederkirchen zurück. Nach einer Saison in Liga 2 bei Niederkirchen, kehrte sie nach 3-jähriger Abstinenz zum TSV Tettnang zurück.